# اندیس چاری۱
چاری۱ یک اندیس فلزی است که در حوالی شهر رایان استان کرمان قرار دارد و مادهٔ معدنی موجود در آن، سرب و روی است.  